# Синесий (Иванов)
Схиархимандри́т Сине́сий (Ивано́в) (1689, Прилуки — 10 [21] мая 1787) — схиархимандрит иркутского Вознесенского монастыря, преподобный Русской церкви, память совершается (по юлианскому календарю) 10 мая и 10 июня (Собор Сибирских святых).

## Биография
Синесий родился в 1689 году в городе Прилуки Прилуцкого полка, мирское имя неизвестно. Предполагается, что он обучался в семинарии, открытой в 1738 году в Переяславской и Бориспольской епархии, а монашеский постриг принял в Красногорском монастыре. Был другом и земляком святителя Софрония (Кристалевского) и в бытность его наместником Александро-Невского монастыря был приглашён в Санкт-Петербург, где был назначен строителем приписной Ново-Сергиевой пустыни.
В 1753 году Софроний (Кристалевский) был хиротонисан во епископа Иркутского и Нерчинского и 23 апреля 1754 года назначил Синесия игуменом иркутского Вознесенского монастыря, а позднее возвёл его в сан архимандрита. В Иркутске Синесий стал помощником Софрония в делах управления епархией. Он был членом консистории, сохранились даже указы, написанные от имени епископа Софрония, но подписанные архимандритом Синесием.
Перед смертью Синесий принял великую схиму и скончался 10 мая 1787 года, был погребён у алтаря соборного храма монастыря. После смерти он прославился чудотворениями, над могилой возвели часовню и поместили в неё его мощи. Часовня была уничтожена вместе с прочими монастырскими постройками, местонахождение мощей остаётся неизвестным.